# Bugs Bunny galoppa ancora
Bugs Bunny galoppa ancora (Bugs Bunny Rides Again) è un film del 1948 diretto da Friz Freleng. È un cortometraggio d'animazione della serie Merrie Melodies, uscito negli Stati Uniti il 12 giugno 1948.

## Trama
Nel saloon della cittadina western di Rising Gorge, in cui tutti si sparano tra loro per motivi futili, arriva il temibile Yosemite Sam che ordina a tutti di uscire. L'unico rimasto a sfidarlo è Bugs Bunny. Dopo essersi minacciati a vicenda con pistole sempre più grandi, i due escono e Sam spara alle zampe di Bugs per farlo ballare. Bugs si mette a ballare il tip-tap e invita Sam a ballare, facendolo poi cadere in una miniera. Quando Sam ritorna, Bugs traccia delle linee sulla sabbia sfidando ogni volta Sam a scavalcarle. Sam lo fa per un bel po' di tempo, finché non cade da un dirupo. I due poi si inseguono a cavallo, fino a quando Bugs suggerisce di giocare a carte per determinare chi deve lasciare la città. Bugs vince la partita e va con Sam alla stazione. Mentre Bugs spinge Sam sul treno, i due scoprono che l'autovettura è la Miami Special, piena di donne in costume da bagno. Bugs quindi litiga con Sam per salire sul treno e, dopo esserci riuscito, si affaccia dal finestrino con varie impronte di rossetto urlando "Ciao ciao, Sammy! Ci vediamo a Miami!".

## Distribuzione

### Edizione italiana
Il cortometraggio fu distribuito nei cinema italiani il 27 settembre 1962 nel programma Silvestro contro tutti, in lingua originale. Fu doppiato per la televisione nel 1996 dalla Angriservices Edizioni, sotto la direzione di Renzo Stacchi. Non essendo stata registrata una colonna internazionale, fu sostituita la musica presente durante i dialoghi.

### Edizioni home video

#### VHS
America del Nord
- Bugs Bunny Classics (7 marzo 1989)
- The Golden Age of Looney Tunes Volume 10: The Art of Bugs (1992)
- Looney Tunes: The Collector's Edition - All-Stars (novembre 1999)

#### Laserdisc
- Bugs Bunny Classics (1990)
- The Golden Age of Looney Tunes (11 dicembre 1991)

#### DVD e Blu-ray Disc
Il corto fu pubblicato in DVD-Video in America del Nord nel primo disco della raccolta Looney Tunes Golden Collection: Volume 2 (intitolato Bugs Bunny Masterpieces) distribuita il 2 novembre 2004, dove è visibile anche con un commento audio di Greg Ford; il DVD fu pubblicato in Italia il 16 marzo 2005 nella collana Looney Tunes Collection, col titolo Bugs Bunny: Volume 2. Fu poi incluso nel primo disco della raccolta DVD Looney Tunes Spotlight Collection Volume 8, uscita in America del Nord il 13 maggio 2014. Infine fu incluso nel primo disco della raccolta Blu-ray Disc Bugs Bunny 80th Anniversary Collection, uscita in America del Nord il 1º dicembre 2020.

## Accoglienza
Il regista Greg Ford ha elogiato l'accompagnamento musicale dell'inseguimento a cavallo, e lo scrittore Piotr Borowiec lo descrive come "probabilmente il cartone animato più divertente con Bugs Bunny e Yosemite Sam". In Cartoon Carnival: A Critical Guide to Best Cartoons, lo scrittore Michael Samerdyke lo considera "uno dei migliori di Friz Freleng."